# Delicate Sound of Thunder
Delicate Sound of Thunder – dobbelt livealbum med gruppen Pink Floyd fra deres turné i 1988. Det var den første liveturné uden Roger Waters.

## Tracks
(cd 1):
- Shine On You Crazy Diamond
- Learning To Fly
- Yet Another Movie
- Round And Around
- Sorrow
- The Dogs Of War
- On The Turning Away

(cd 2):
- One Of These Days
- Time
- Wish You Were Here
- Us And Them
- Money
- Another Brick In The Wall (Part 2)
- Comfortably Numb
- Run Like Hell